# Гастольди, Джованни Джакомо
Джованни Джакомо Гасто́льди (итал. Giovanni Giacomo Gastoldi; после 1550, Караваджо — 4.1.1609, Мантуя) — итальянский композитор.
В 1572—1608 служил в придворной капелле мантуанских герцогов Гонзага (капельмейстер с 1592). Как композитор, более всего известен своими баллетти, которые опубликовал в двух сборниках, 1591 (для 5 голосов) и 1594 (для 3 голосов). Словом итал. balletto Гастольди обозначал многоголосную танцевальную песню, развлекательную по характеру и лирическую по тексту. Для баллетти Гастольди характерны строфическая форма, старогомофонная («аккордовая») фактура, силлабика, тактовая метрика, простая (ранне)тональная гармония (без хроматических изысков). Каждый баллетто Гастольди снабжал тематическими заголовками — L’innamorato (также известен по инципиту «A lieta vita»), Il bell’humore («Viver lieto voglio»), Il premiato, Caccia d’Amore, La Cortegiana и т. д. Последовательность баллетти в первом сборнике (который начинается «Introduttione a i Balletti» и заканчивается диалогом «Concerto de Pastori»), скорее всего, предполагает их театрализованное представление на манер мадригальной комедии.
Помимо того, Гастольди — автор 4 книг пятиголосных мадригалов (1588, 1589, 1598, 1602) и одной книги шестиголосных (1592), 4 книг трёхголосных канцонетт (1594, 1595, 1595, 1596) и других сборников светской музыки. Среди духовных сочинений — мессы, магнификат, многоголосные обработки псалмов, гимнов, полная заупокойная служба (Officium defunctorum) и прочие песнопения оффиция.
Баллетти Гастольди были чрезвычайно популярны в XVII веке, о чём свидетельствуют их многократные перепечатки, контрафактуры и интабуляции. Имитации этого жанра отмечаются в Германии (Михаэль Преториус, Г. Л. Хаслер) и в Англии (Т. Морли, Т. Уилкс). Контрафактура баллетто Гастольди L’innamorato получила широчайшее распространение как протестантский хорал «In dir ist Freude», EG 398.